# Кулятина, Алла Николаевна
Алла Николаевна Кулятина (урожд. Антипина) (род. 9 июня 1990 года) - российская легкоатлетка, специализирующаяся в беге на длинные дистанции.

## Карьера
Тренируется у Николая Борисовича Халухаева в новосибирском центре высшего спортивного мастерства. Здесь же работает спортсменом-инструктором.
Бронзовый призёр чемпионата России 2012 года в эстафете  4×1500 м.
На чемпионате России 2013 года на дистанции 5000 метров была восьмой с результатом 15:48.33.
Победитель чемпионата России по полумарафону 2013 года. Бронзовый призёр чемпионата России по лёгкой атлетике 2013 года в эстафете  4×1500 м.
В 2014 году победила на зимнем чемпионате России, но на летнем снова оказалась восьмой. Чемпионка России 2014 года по кроссу на дистанции 6000 метров.
Серебряный призёр командного чемпионата Европы 2014 года.
В июле 2015 года стала победительницей соревнований на дистанции 10000 метров на Универсиаде-2015 в Кванджу, при этом Алла установила личный рекорд - 32:52.27.
Муж - Антон - тоже легкоатлет.
Магистрантка Института естественных и социально-экономических наук (ИЕСЭН) НГПУ